# Мацкова Лучка
Мацкова Лу́чка —  село в Україні, у Лубенському районі Полтавської області. Населення становить 109 осіб. Колишній орган місцевого самоврядування — Мацковецька сільська рада.

## Географія
Село Мацкова Лучка знаходиться на правому березі річки Сула, вище за течією примикає село Мацківці, на протилежному березі - село Березняки. Річка в цьому місці звивиста, утворює лимани, стариці та заболочені озера.

## Історія
12 червня 2020 року, відповідно до розпорядження Кабінету Міністрів України № 721-р «Про визначення адміністративних центрів та затвердження територій територіальних громад Полтавської області», село увійшло до складу Лубенської міської громади.
19 липня 2020 року, в результаті адміністративно - територіальної реформи та ліквідації Лубенського району(1923-2020), село увійшло до складу новоутвореного Лубенського району.

## Економіка
- Молочно-товарна ферма.

## Населення
Згідно з переписом УРСР 1989 року чисельність наявного населення села становила 130 осіб, з яких 53 чоловіки та 77 жінок.
За переписом населення України 2001 року в селі мешкало 109 осіб.

### Мова
Розподіл населення за рідною мовою за даними перепису 2001 року:
| Мова       | Відсоток |
| ---------- | -------- |
| українська | 94,50 %  |
| російська  | 5,50 %   |